# バイオ炭

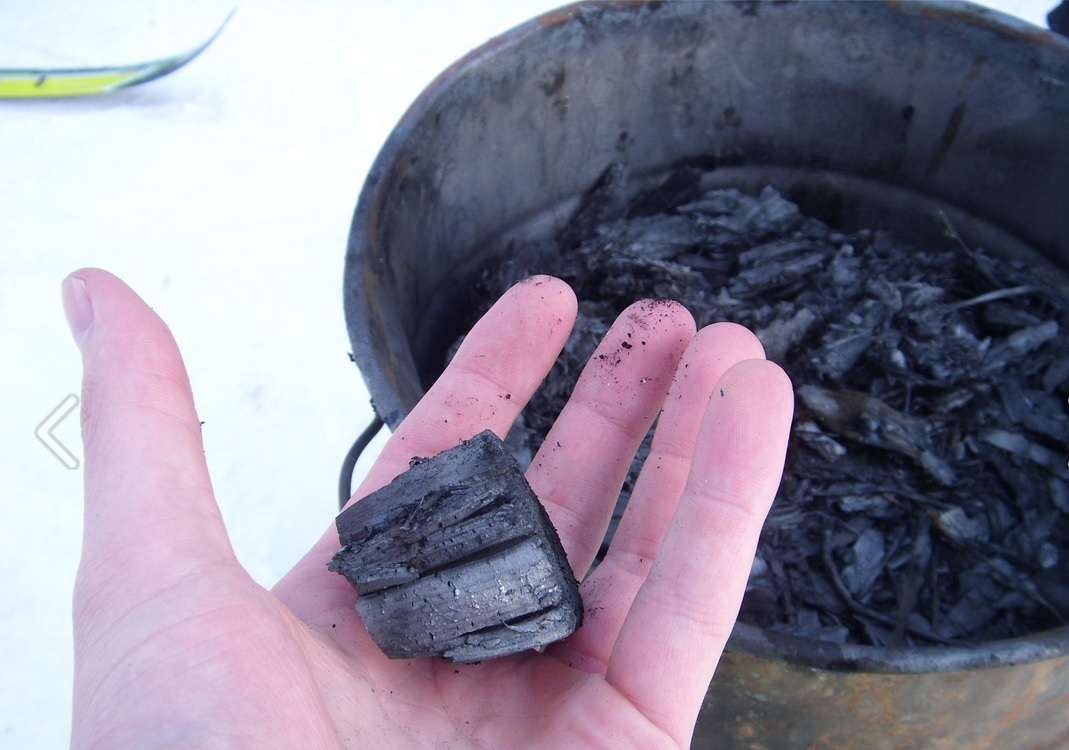
残留木材から生産されたバイオ炭

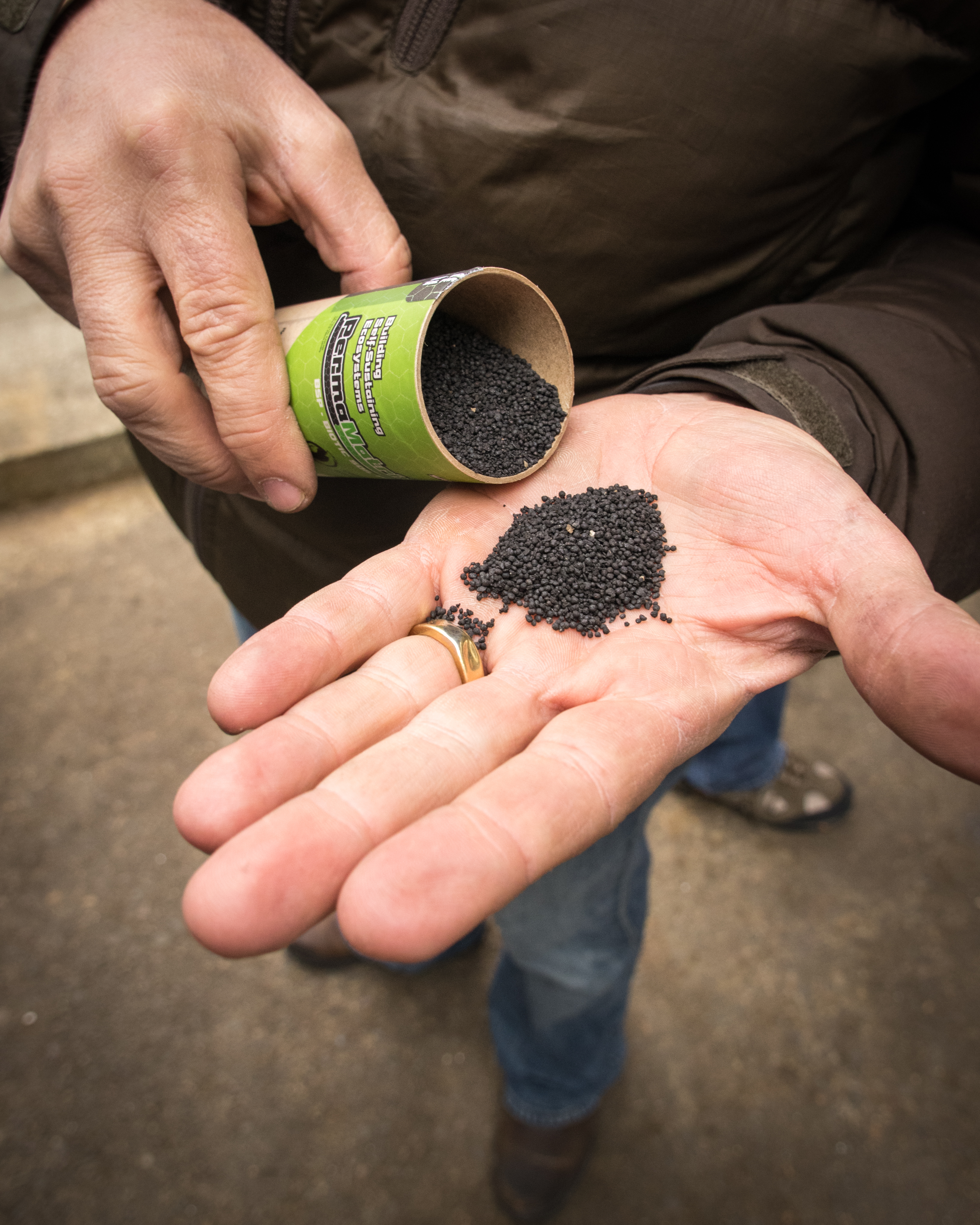
バイオ炭のペレット

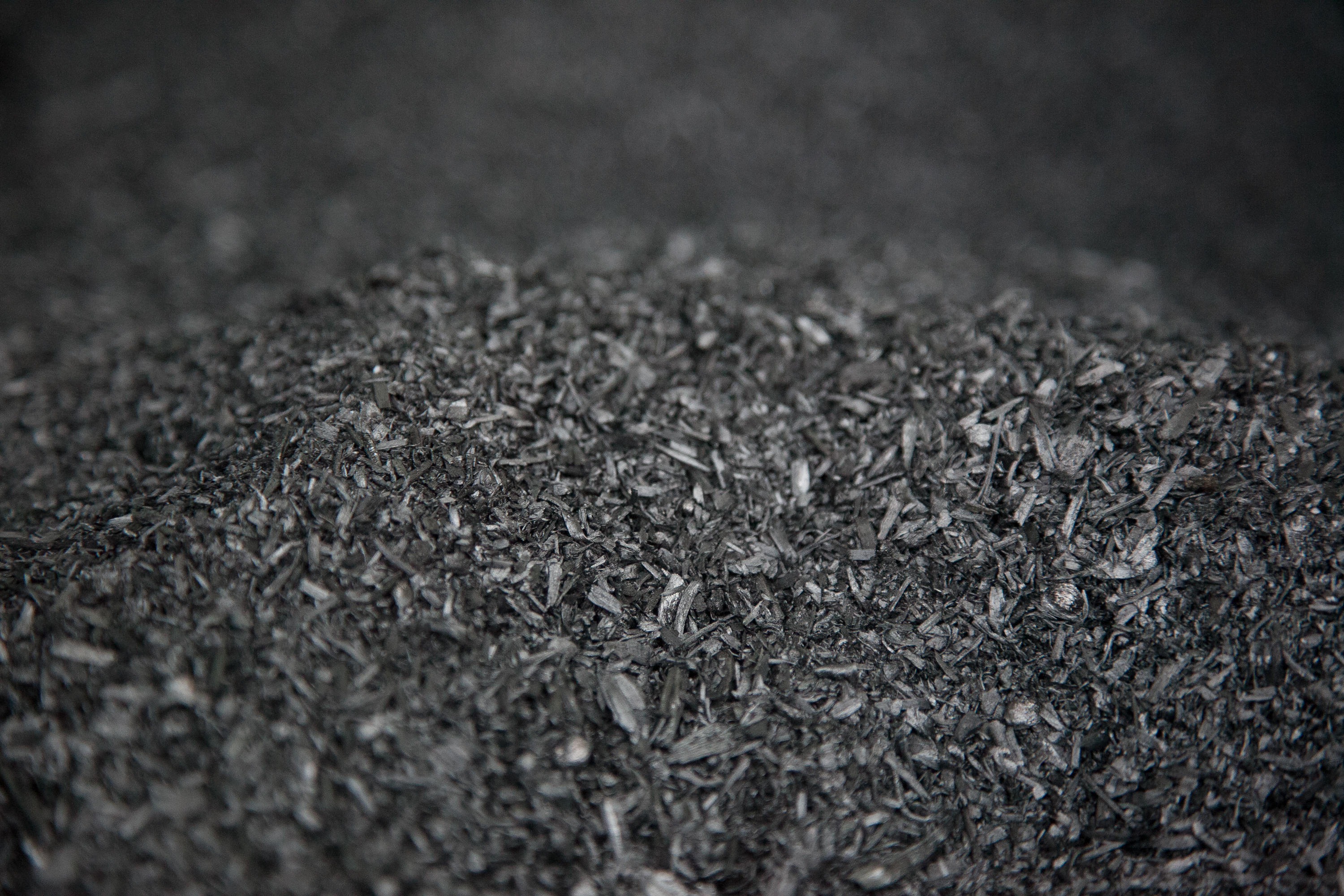
製造後のバイオ炭

バイオ炭（バイオたん）またはバイオチャー（biochar）は、バイオマスの熱分解後（炭化）に残る、炭素と灰から成る軽量で黒い残渣であり、木炭の一形態である。国際的なバイオ炭イニシアティブによれば、バイオ炭は「酸素制限下のバイオマスの熱化学変換から得られる固体物質」と定義されている。
「バイオ炭」という言葉は20世紀後半の英語の新語であり、ギリシャ語の「βίος」（生命）と「char」（木炭）から派生した。 この言葉は、土壌、水域の生息地、および動物の消化系に見られる生物学的なプロセスに関与する木炭という意味合いを持つ。 
バイオ炭は酸性土壌の土壌肥沃性を向上させ、土壌養分の利用可能性、土壌通気性、および土壌水の浄化を改善し、人工肥料の使用量を減らし農業生産性を向上させることが期待される。その他バイオ炭には、伐採木材の焼成、貯水、飼料、コンクリート添加剤など、さまざまな利用法がある。 
バイオ炭は土壌中で何千年もの間安定である。その高い非分解性は、ピロジェニック・カーボン・キャプチャー・アンド・ストレージ（PyCCS、熱分解由来炭素の捕捉と貯蔵）の概念につながり、地球大気中二酸化炭素をバイオ炭の形で炭素隔離することを可能とすることから、地球温暖化を緩和する手段としても期待されている。

## 起源
先コロンブス期のアマゾン盆地地域の先住民は、農業廃棄物をくすぶらせること（燃やしながら穴や溝の中で土で覆うことで、バイオ炭を作っていた。彼らが意図的に土壌生産性を向上させるためにバイオ炭を使用していたかどうかはわかっていない。ヨーロッパの開拓者は、アマゾン先住民がバイオ炭で醸成した肥沃な黒土をテラプレータと名づけた。フランス領ギアナで活動している研究チームは、観察と実験を行った結果、アマゾン地域のミミズであるPontoscolex corethrurusが、バイオ炭の微細な粉砕と鉱物土壌への組み込みを担っているとした。

## 利用法各論

### 炭素隔離による地球温暖化の緩和
バイオ炭製造プロセスも原料バイオマスの最大50%相当量の二酸化炭素を放出するが、残りの炭素はほぼ無期限に安定する。バイオ炭の炭素は数世紀にわたり土壌に残り、したがってその分大気中への温室効果ガス排出を抑制するのみならず、土壌の水質と肥沃度を改善し農業生産性を向上させ、原生林にかかる環境負荷を軽減する。
バイオ炭は数百年から数千年にわたって炭素を土壌中に固定する。 このことからバイオ炭を長期的な安定した土壌炭素貯留地として排出二酸化炭素を削減する提案が、2000年代初頭になされた。 この技術は、ジェームズ・ハンセンやジェームズ・ラブロックを含む科学者たちによって提唱されている。2010年の報告書はバイオ炭の持続可能な利用により、世界の二酸化炭素、メタン、および亜酸化窒素（N2O）のネット排出量が年間最大で18億トン二酸化炭素換算量（CO2e）削減される可能性があると推定、食糧安全保障、野生生物生息地、または土壌保全を危険にさらすことなく実現できるとした。 ある実験ではわずかなバイオ炭の添加でも、亜酸化窒素の排出を最大80%削減し、メタンの排出はほぼ消失した。
気候変動に対する個々人の行動の一つとして、バイオ炭を庭の土壌に添加することでより多くの炭素を吸収固定することができる。 2020年の研究によれば発展途上国でも、家庭用の調理コンロを改良型に置き換えバイオ炭を得ることにより、二酸化炭素排出削減に寄与することができる。
2021年のレビューでは、バイオ炭による年間二酸化炭素削減可能量は16億から32億トンと推定され、その年バイオ炭のコストはヨーロッパの炭素価格の範囲内にあったものの、 まだEUまたはイギリスの排出取引制度の対象にはなっていなかった。2023年までにはこれが炭素クレジットにより収益化可能なビジネスになった
。

### 土壌改良

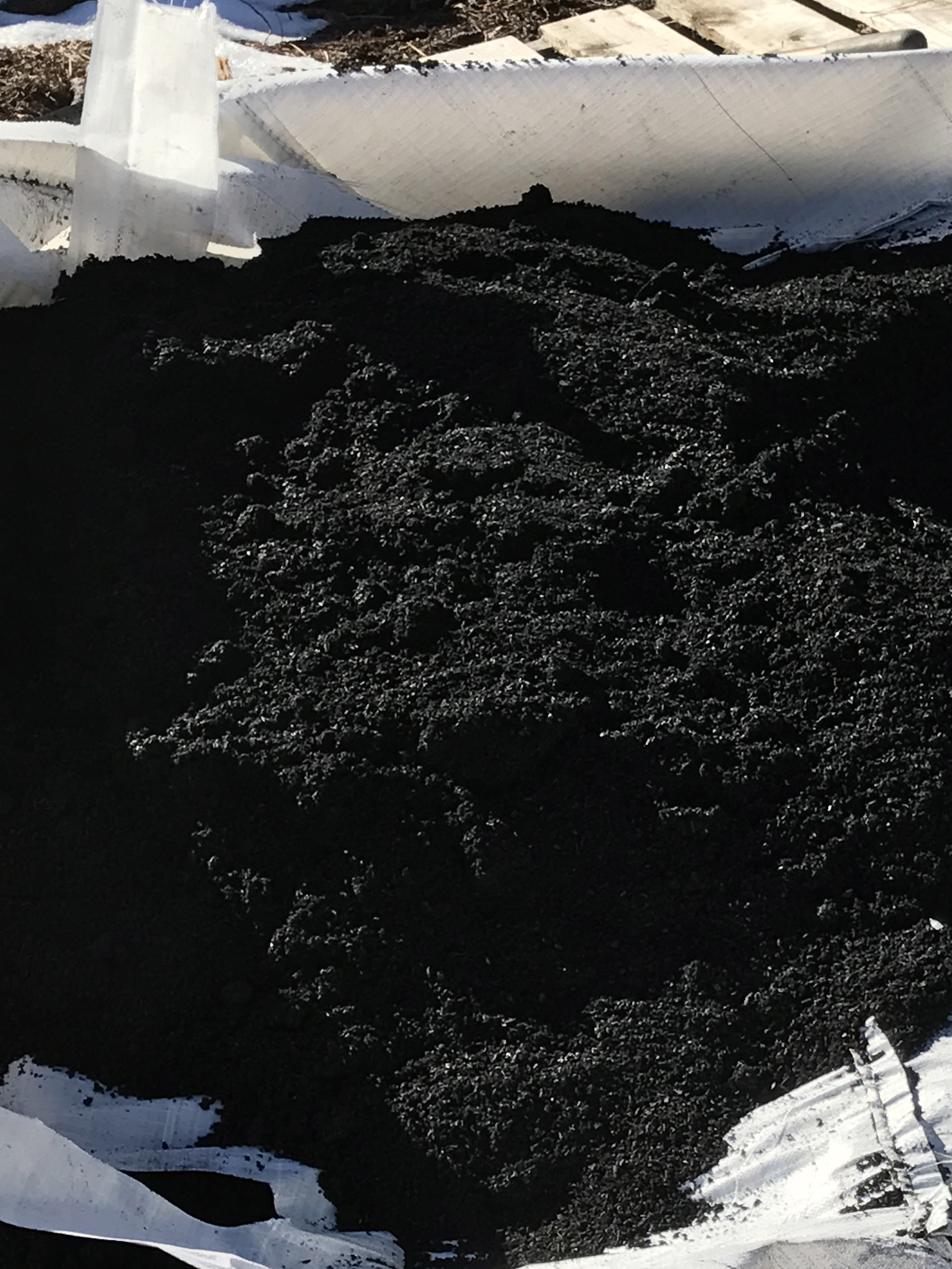
土壌改良剤として準備中のバイオ炭

バイオ炭は劣化した熱帯土壌に対し多くの点で土壌改良する。その多孔質な性質は、水と水溶性養分の両方を保持する。土壌生物学者のエレイン・インガムは、その微生物の生息地としての適性を強調し、有益な微生物で事前に充填されたバイオ炭は良い土壌を作り植物の健康を促進すると指摘した。
研究ではバイオ炭は、用量、原料、熱分解温度、土壌含水量、土壌質感、および表面特性に依存して、砂質土壌を通じた大腸菌の混入を抑制した。 高いカリウムと高いpHを必要とする植物に対し、バイオ炭は収量を向上させる効果を示した。
バイオ炭は、水質を改善し、土壌からの温室効果ガスの排出・土壌養分の流失・土壌の酸性を減少させ、 その結果より少ない灌漑と肥料で作物を収穫せしめる。 複数の国で実施されたプロジェクトFERTIPLUSのもとでの堆肥とバイオ炭の応用は、土壌湿度、作物の生産性、品質などを良好に改良した。
植物の収量を著しく向上させるには、1ヘクタールあたり2.5-20トン（1エーカーあたり1.0-8.1トン）のバイオ炭使用が推奨される。しかし発展途上国では農業用バイオ炭の入手可能量はバイオマスの入手可能量と生産時間に制約されるので、妥協案として低コストのバイオ炭肥料複合体に少量のバイオ炭を使用することが提案されている。
バイオ炭は多様な土壌に柔軟に適応して使用することができる。たとえばバイオ炭をコロンビアのサバンナ土壌に使用した実験でも養分流出を減少させ、より多くの養分を作物に供給した。バイオ炭はその多孔質な構造と高い比表面積により、水分や養分を良好に保持する。
土壌汚染軽減に関して10 %のバイオ炭使用で実施された研究では、植物中の汚染物質レベルを最大80 %まで低減し、クロルダンとDDXの含有量はそれぞれ68%と79%低減させた。 とはいえこのことはバイオ炭がそれら殺虫剤農薬の有効性を低下させうることを意味する。
時にはバイオ炭は植物の葉の真菌病に対する系統的な応答をも引き起こし、土壌伝染性病原体に対する植物の耐性を向上させる。西ヨーロッパの土壌では土壌の肥沃性の増加のみならず病気への抵抗力の向上に効果が現れている。
バイオ炭や土壌の組み合わせによっては有害な作用を及ぼす場合もあり、どのように使っても有用なものではない。バイオ炭の効能は、土壌の種類や健康状態（劣化または健全）、気温、湿度などに依存し、 バイオ炭の特性と用量に依存することはわかっているものの、そのメカニズムはよく解明されていない。

### スラッシュアンドチャー農法
アマゾン盆地でのスラッシュアンドバーンからスラッシュアンドチャーの農法への切り替えは、森林伐採と二酸化炭素排出の両方を減少させ、作物の収量を増加させうる。スラッシュアンドバーンとスラッシュアンドチャーはともに焼畑農業と訳されるが異なるもので、前者では切り払った（スラッシュ）植生を完全に焼き払って（バーン）灰にしてしまうが（すなわち焼却）、後者では焼き払う代わりに土で覆ったり炭焼き炉を使用したりしてバイオ炭（チャー）とし（すなわち炭化、「製造」の項を参照）土壌に漉き込む。
この違いにより、前者スラッシュアンドバーンは土壌の有機物炭素のわずか3 %しか残さず大量の二酸化炭素排出を伴い地球温暖化の一因であることに加え、その土壌は当初は灰による養分供給があるものの速やかにその養分は流出し、その農地はやがて放棄され農民が別の土地で再びスラッシュアンドバーンを繰り返すので著しい環境破壊につながる。
それに対し後者スラッシュアンドチャーは最高50%の炭素を残し土壌に還元固定することで土壌の耕運性、肥沃性、生産性を向上させ、必要な肥料量を減らし、それにより肥料の生産と輸送からのコストと排出をも削減することで温暖化の抑制につながる上、バイオ炭の安定性により土壌の生産性をほぼ無期限に維持しうるので別の土地でこれを繰り返す必要がなく、環境破壊はスラッシュアンドバーンより遥かに少ない。

### 飼料
バイオ炭は何世紀にもわたり、家畜の飼料にも使用されている。 西オーストラリアの農夫であるダグ・パウは、バイオ炭を廃糖蜜と混ぜて飼料として使用することを試みた。彼は反芻動物（牛など）ではバイオ炭が消化を助け、動物げっぷ中のメタンの発生を減少させることができると主張した。現地での証拠によれば、この飼料はアンガスクロス牛の体重増加を改善した。 さらに、そのバイオ炭が混ざった動物のフンを土壌に埋め込むことを機械でなくフンコガネにさせた。そのフン中の窒素と炭素は土壌表面ではなく土壌中に組み込まれ、これにより亜酸化窒素と二酸化炭素の発生量が減少し、土壌の肥沃性を向上させた。彼はこの取り組みにより2019年の西オーストラリアランドケアアワードで、オーストラリア政府の農業土地管理イノベーション賞を受賞した。 彼に続き2つの試験が乳牛に関しても行われ、乳量が増加し臭いが減少したという結果をもたらした。

### コンクリート添加剤
コンクリートミックスの重要な構成要素である普通のポートランドセメント（OPC）は、生産に多くのエネルギーすなわち二酸化炭素排出を必要とし、セメント生産は世界の二酸化炭素排出の約8 %を占める。補助セメント材料（SCM）はコンクリートの特性を維持または向上させつつOPC使用量を減らすための添加剤である。バイオ炭は効果的なSCMであり、したがってセメント生産に伴う二酸化炭素排出量を減少させる。研究によればバイオ炭を1-2 %重量濃度とすることが、コストと強度の観点から見て最適であった。 3点曲げ試験を行った結果、通常のOPCコンクリートと比較し2 %のバイオ炭含有量のコンクリートは7日後の曲げ強さが15 %向上した。 バイオ炭コンクリートは高温耐性と透水性の低減にも有望な結果であった。 バイオ炭コンクリートのライフサイクルアセスメントによると、バイオ炭濃度が高いほどOPCの削減と相関し生産時の二酸化炭素排出が減少する。 さらに他の産業廃棄物由来SCM（フライアッシュやシリカフュームなど）と比較し、バイオ炭は毒性が少ない。

### 再生可能燃料
水や有機液体（バイオエタノールなど）などの液体媒体と混合されたバイオ炭は、バイオ炭ベースのスラリーとして知られる新タイプの燃料となる。 大規模なバイオマスのフィールドや設備での遅い熱分解の適用により、独自の特性を持つバイオ炭スラリーが製造され、これらはバイオマスが豊富でディーゼル発電機に大きく依存している地域にとって有望な燃料となっている。 この燃料は石炭スラリーに似ているが再生不能な化石燃料の石炭とは全く異なり、再生可能な燃料資源である。

### プラスチック汚染対策
プラスチック廃棄物またはリサイクル品をバイオマスと混成して熱分解することで、バイオ炭の利点を有する「人工バイオ炭」を作り出し、プラスチック汚染問題の解決をも目指す研究が数多く行われている。

## 製造
バイオ炭は、酸素の存在しない（すなわち燃焼させない）条件下でバイオマス熱分解によって生産される高炭素で微細な残渣であり、このプロセスにより、固体物質（適切なバイオ炭）、液体（熱分解オイル）、およびガス（合成ガス）の混合物が生成する。バイオ炭製造に使用される一般的な作物には、さまざまな樹木種とエネルギー作物がある。これらのエネルギー作物（たとえば、ナピアグラスなど）には、短時間で樹木よりも重量当たりより多くの炭素を蓄積できるものがある。
バイオ炭製造専用でない作物からのバイオ炭の収量を示す値として、バイオ炭製造に使用したその作物のバイオマス残渣からバイオ炭製品への比率（Residue-to-Product Ratio、RPR）および残渣の未利用部分の収集率（Collection Factor、CF）が使われる。たとえばブラジルではサトウキビを年間約460百万トン収穫し、その茎のRPRが0.30で、通常は畑で焼却される残渣のCFが0.70である。 これにより、バイオ炭やバイオエネルギーを得ることができる残渣は年間約100百万トンと見積もられる。さらにバガス（通常ボイラーで非効率的に燃焼されているサトウキビの廃棄物、RPR=0.29 CF=1.0）も追加すると、使用可能な原料は合計230百万トンとなる。ただし一部の残渣は土壌に残し、肥料コストとその肥料製造に係る温暖化ガス排出を防ぐ必要がある。
アマゾンの穴・溝法は熱分解オイルや合成ガスを収穫せず、その原料のバイオマスが木などとして生存成長中に捕捉した量よりは少ないものの、二酸化炭素および他の温室効果ガスやいくらかの有害物を空気中に排出する。商業規模のシステムは、農業廃棄物や製紙の副産物、一般ゴミさえも処理し、液体とガスの生成物を捕捉することで有害物質を排除する。 2018年X Prize Foundationを受賞した大気中水捕捉装置は、発生させたガスを乾燥する段階で飲用可の水を得るものであるが、バイオ炭製造を優先目的としたものではない。

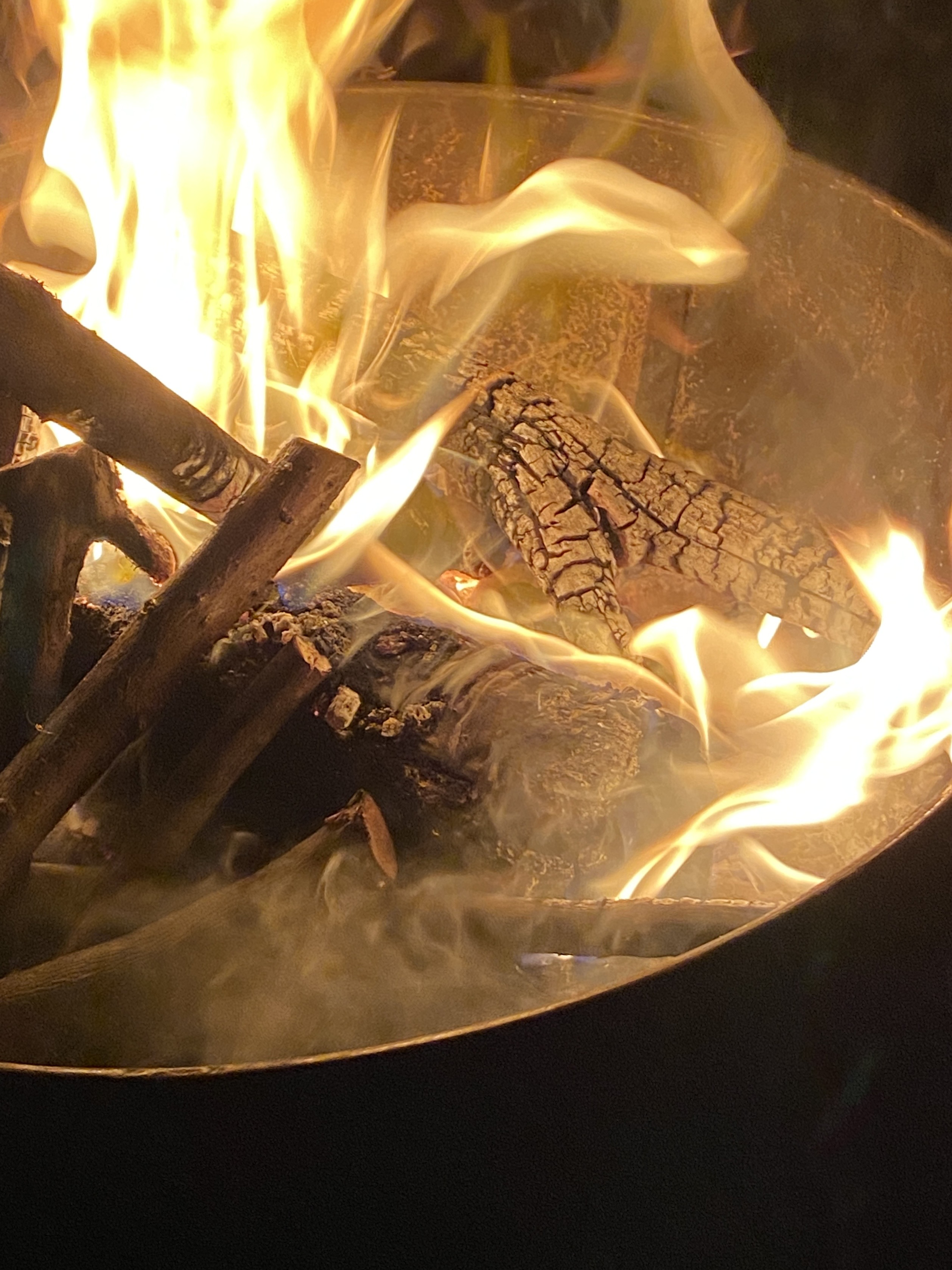
小規模農家による果樹の剪定材を使用したバイオ炭に関して、世界銀行によれば、バイオ炭は元のバイオマスに存在する炭素の約10-70 %（平均約50 %）を保持し、その炭素の分解速度を数百-千年遅らせることができる。

途上国の小規模農家では、作物くず（例：トウモロコシの茎、稲わら、または小麦わら）を積み上げその上部を点火し、灰を土や水でかけてバイオ炭を作る。この方法は、特別な装置を必要とせず簡便で、作物くずを燃やすよりも大幅に少量の煙しか排出せず、「トップダウンバーン」または「コンサベーションバーン」として知られている。
アメリカではバイオ炭のほとんどをガス化装置で製造している。 ガス化プロセスは、酸化、乾燥、熱分解、および還元という四つの主要な段階から成り立っている。 ガス化プロセスにおける熱分解中の温度は、250–550 ℃、還元段階は600–800℃、燃焼段階は800–1000℃である。
熱分解からの収量は、熱分解の温度、時間、および加熱速度などの条件による。 これらのパラメータは、バイオ炭またはエネルギー源（熱分解オイル、合成ガス）のどちらの生産を優先するかで調整できる。 400–500℃では、より多くのバイオ炭が生成するが、700℃以上の温度では、液体およびガス燃料成分の収量が増加する。 熱分解は通常秒単位で進行するため、高温での熱分解はより迅速である。したがって加熱速度の増加は、温度が350–600℃の範囲にあると、バイオ炭の収量を減少させる。 通常の収量は、バイオオイルが60%、バイオ炭が20%、合成ガスが20%であるが、熱分解をゆっくり進行させることでバイオ炭収量を約35%に増加できる。
熱分解はいったん始動すると正のエネルギーを生み出す。高速熱分解装置を運転するために必要なエネルギーは、典型的には出力されるエネルギーの約15%である。 熱分解プラントでは得られる合成ガスを使用して、運転に必要なエネルギーの3-9倍のエネルギーを生み出すことができる。
熱分解以外にも、半炭化と水熱炭化もバイオマスに適用できるが、これらの生成物は厳密にはバイオ炭とは定義されない。半炭化プロセスから得られる生成物には揮発性有機成分が含まれており、その性質は原料のバイオマスとバイオ炭の中間である。 水熱炭化も炭素豊富ではあるが、熱分解プロセスによるものとは明らかに異なる性質の生成物を与える。 そのため、水熱炭化から得られる生成物は「ハイドロ炭」と呼びバイオ炭から区別する。
熱触媒脱重合分解はマイクロ波（電子レンジと同じ加熱原理）を利用して有機物をバイオ炭に効率的に変換する方法で、産業規模で使用されており約50 %のバイオ炭が生産されている。

### 製造プロセスと産物の特性の関係
バイオ炭の物理的および化学的特性は、原料および技術によって決定される重要な要素であり、特定の用途での性能を示す指標である。国際バイオ炭イニシアティブが発表したガイドラインは標準的な評価方法を揚げている。 元素組成、pH値、多孔性などである。元素組成比（水素、炭素、酸素）は、極性や芳香族性など含有する有機化学構造と相関する。 バン・クレヴェレン図は、バイオ炭の製造プロセスでの元素組成比の変化を示す。 バイオ炭製造プロセスでは、水素と酸素の放出とそれに伴う炭素含量の増大により、水素/炭素および酸素/炭素の元素組成比が減少する。
製造温度は得られるバイオ炭の特性、特に分子炭素構造に影響する。450–550℃の初期熱分解では非晶質の炭素構造が残るが、温度がこの範囲を超えると、非晶質の炭素が段階的に乱層構造の、芳香族性の高いシート状グラフェン炭素に変換する。したがって得られるバイオ炭の導電性と炭素原子の芳香族度と固有の耐性が製造温度とともに増加する。 後者の性質は大気中の炭素捕捉・固定の目的にとって重要である。

### 中央集約型、分散型、および移動型装置
中央集約型システムでは、バイオマスはセントラルプラントに運ばれてバイオ炭に加工されるが、分散型システムとして各農家または農家グループが窯を運転することもできる。移動型システムとしては装置を備えた車両がバイオマスのある農場に移動し現地で炭化する。その車両の動力は処理されるバイオマスからの合成ガスで供給され、産物のバイオ炭は農場に残し、バイオ燃料（熱分解オイル）は製油所または貯蔵施設に送られる。これらシステムのどれが使われるかは、輸送コスト、処理されるバイオマスの量、電力グリッドへの電力供給能力などによる。
北米、オーストラリア、およびイギリスのさまざまな企業が、バイオ炭またはその製造ユニットを販売している。スウェーデンでは、「ストックホルム・ソリューション」と呼ばれる都市の樹木植樹システムがあり、これは都市の森林の成長を支えるために30 %のバイオ炭を使用している。 2009年の国際バイオ炭コンファレンスでは、農業用途向けに1000ポンド（450 kg）の製造能力を持つ移動型バイオ炭製造装置が展示された。

## 研究

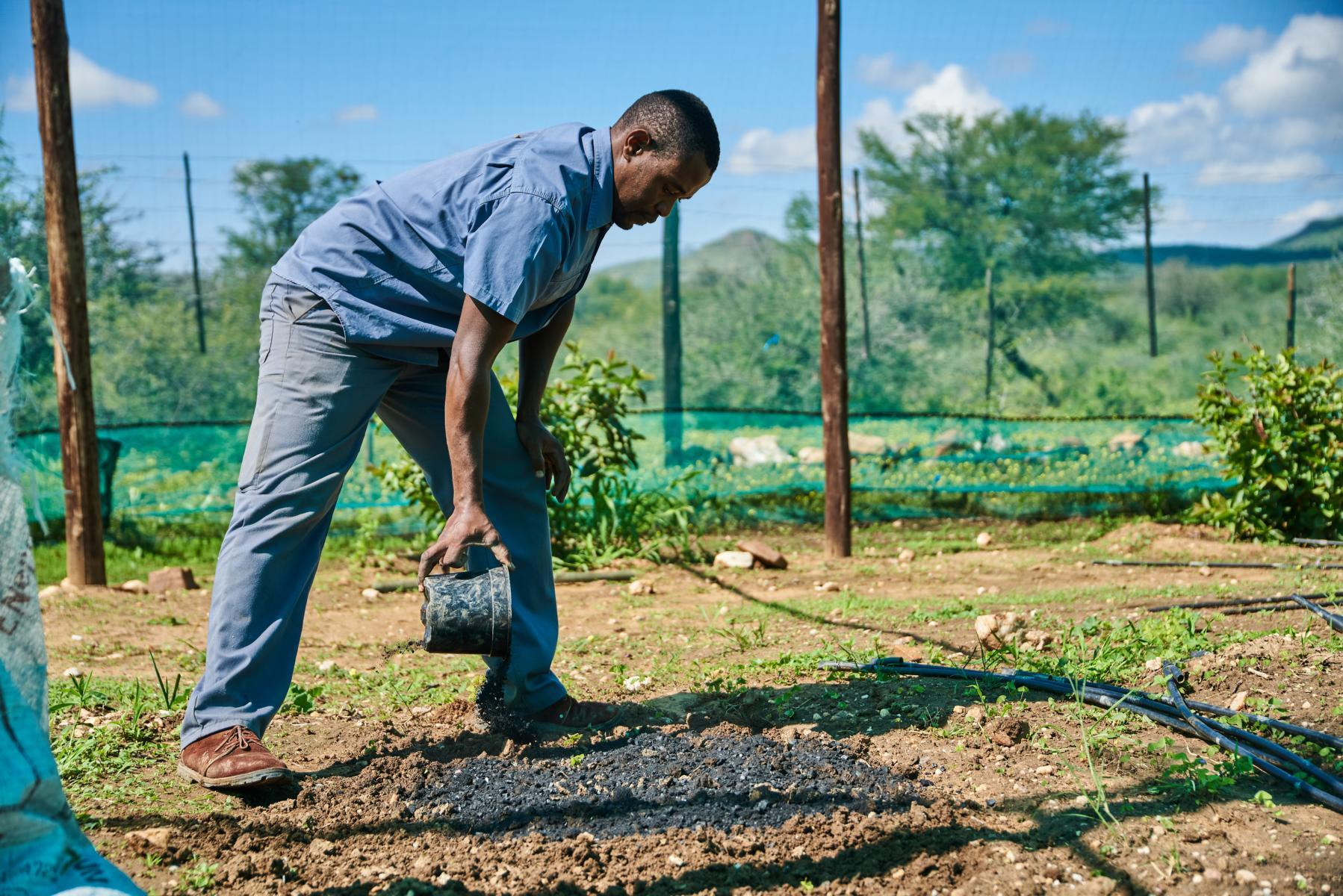
ナミビアの研究試験で土壌に適用されたバイオ炭

バイオ炭に関する研究は2009年頃から盛んになった。ISI Web of Scienceにインデックスされたトピックで"biochar"または"bio-char"という言葉が含まれる論文数は2005-2012年の間は1,038、続く2013-2023年の間は34,528にのぼる。コーネル大学、エジンバラ大学（専門の研究ユニットを有する）、ジョージア大学,、イスラエルの農業研究機構（ARO）、ヴォルカニセンター、スウェーデン農科大学、デラウェア大学などで研究が進められている。一部の地域では、市民の興味とバイオ炭への支持が政府のバイオ炭の利用に関する研究を促進している。
バイオ炭は数年から数千年にわたる長い土壌中滞在時間により土壌中に炭素を固定する。さらにバイオ炭は、作物収量を増加させることでも間接的に炭素固定を促進し、潜在的には炭素の鉱化（炭素が石灰石として取り込まれることなど）を減少させることがある。実験室での研究ではδ13Cの同位体炭素組成を測定することで、バイオ炭が炭素の鉱化に及ぼす影響を明らかにしている。
ベルギーの耕作地から得られた土壌を用いた研究では、1870年以前の木炭製造の窯から得られた木炭が豊富な黒い斑点がある地域でのバイオ炭の長期的な効果が調査され、これらの「黒い斑点」の表土はその外側の隣接する土壌よりも土壌有機炭素濃度が高かった（黒い斑点の表土3.6 ± 0.9%、隣接土壌2.1 ± 0.2%）。これらの土壌では少なくとも12年間トウモロコシが栽培されていたため、おそらくトウモロコシによる土壌への炭素連続供給があったとされる。δ13Cの同位体炭素組成を調べると、「黒い斑点」では13.1‰に対し、隣接土壌で27.4 ‰および周辺地域で収集された木炭で25.7‰と明らかに異なる同位体組成を示し、トウモロコシ由来の炭素濃度が「黒い斑点」で有意に高かったことを示している（0.44% vs. 0.31%; p = 0.02）。「黒い斑点」表土壌とこれらの斑点の隣接土壌が収集され土壌呼吸および物理的な土壌分別が行われた。総土壌呼吸（130日間）は木炭に影響されなかったが、土壌中の木炭が増加するにつれて、土壌中のトウモロコシ有機炭素量あたりのトウモロコシ由来の炭素呼吸は約半分に減少した（p < 0.02）。全体としてこの研究は、土壌バイオ炭が炭素の環境中の移動を減少させその炭素を土壌中に固定する能力を示している。
土壌の溶解有機物の蛍光分析によれば、バイオ炭添加によりバイオ炭炭素起源と考えられる（Humic substance）蛍光成分が増加した。分光学的顕微鏡法により、芳香族炭素がバイオ炭の原料残渣またはバイオ炭の添加土壌中の微粒子中に蓄積し、それが粘土性鉱物と共在している構造が明らかにされた。それに対し芳香族炭素と多糖類炭素の共在はバイオ炭土壌では一貫して減少したことから、土壌炭素の安定化において減少した炭素代謝が重要なメカニズムである可能性が示唆された。
半乾燥地域や劣化した生態系の粗い土壌に対するバイオ炭の潜在的な可能性に関して、研究と実地調査が行われている。ナミビアではバイオ炭が気候変動への適応策として探索されており、地元の豊富な侵食性バイオマスからのバイオ炭の地元生産と応用を通じて、地域コミュニティの干ばつへの強化された耐性と食料安全保障を図る取り組みが行われている。
さらにバイオ炭は、製薬、パーソナルケア用品、および下水処理のフィルタリング媒体としてペルフルオロアルキル物質などの除去などに関しても応用が試みられている。 

## 引用と脚注
1. ↑  Khedulkar, Akhil Pradiprao; Dang, Van Dien; Thamilselvan, Annadurai; Doong, Ruey-an; Pandit, Bidhan (2024-01-30). “Sustainable high-energy supercapacitors: Metal oxide-agricultural waste biochar composites paving the way for a greener future”. Journal of Energy Storage 77:  109723. doi:10.1016/j.est.2023.109723. ISSN 2352-152X.
2. 1 2  “Standardized production definition and product testing guidelines for biochar that is used in soil” (2015年). 2019年2月25日時点のオリジナルよりアーカイブ。2015年11月23日閲覧。
3. ↑  “biochar”. Oxford English Dictionary (3rd ed.). Oxford University Press. September 2005. (要購読、またはイギリス公立図書館への会員加入。)
4. ↑  “Slash and Char”. 2014年7月17日時点のオリジナルよりアーカイブ。2014年9月19日閲覧。
5. 1 2  Lean, Geoffrey (2008年12月7日). “Ancient skills 'could reverse global warming'”. The Independent.  オリジナルの2011年9月13日時点におけるアーカイブ。 2011年10月1日閲覧。
6. ↑  Constanze Werner, Hans-Peter Schmidt, Dieter Gerten, Wolfgang Lucht und Claudia Kammann (2018). Biogeochemical potential of biomass pyrolysis systems for limiting global warming to 1.5 °C. Environmental Research Letters, 13(4), 044036. doi.org/10.1088/1748-9326/aabb0e
7. ↑  Schmidt, Hans‐Peter; Anca‐Couce, Andrés; Hagemann, Nikolas; Werner, Constanze; Gerten, Dieter; Lucht, Wolfgang; Kammann, Claudia (2019-04). “Pyrogenic carbon capture and storage” (英語). GCB Bioenergy 11 (4):  573–591. doi:10.1111/gcbb.12553. ISSN 1757-1693.
8. ↑  Yousaf, Balal; Liu, Guijian; Wang, Ruwei; Abbas, Qumber; Imtiaz, Muhammad; Liu, Ruijia (2016). “Investigating the biochar effects on C-mineralization and sequestration of carbon in soil compared with conventional amendments using stable isotope (δ13C) approach”. Global Change Biology Bioenergy 9 (6):  1085–1099. doi:10.1111/gcbb.12401.
9. ↑  “Geoengineering the climate: science, governance and uncertainty”.  The Royal Society (2009年). 2011年9月8日時点のオリジナルよりアーカイブ。2010年8月22日閲覧。
10. 1 2 3  
Dominic Woolf; James E. Amonette; F. Alayne Street-Perrott; Johannes Lehmann; Stephen Joseph (August 2010). “Sustainable biochar to mitigate global climate change”. Nature Communications 1 (5):  56. Bibcode: 2010NatCo...1...56W. doi:10.1038/ncomms1053. ISSN 2041-1723. PMC 2964457. PMID 20975722.
11. ↑  Schmidt, Morgan J.; Goldberg, Samuel L.; Heckenberger, Michael; Fausto, Carlos; Franchetto, Bruna; Watling, Jennifer; Lima, Helena; Moraes, Bruno et al. (2023-09-22). “Intentional creation of carbon-rich dark earth soils in the Amazon” (英語). Science Advances 9 (38). doi:10.1126/sciadv.adh8499. ISSN 2375-2548.
12. 1 2 3  Lehmann 2007a, pp. 381–387 世界の他の地域でも同様の土壌が見られるが、科学者たちはこれまでにテラプレータの有益な成長特性を完全に再現することができなかった。テラプレータの利点の一部は、バイオ炭が熟成されて土壌の陽イオン交換容量を増加させるなどの可能性のある影響で仮説されている。先住民が土壌処理のためにバイオ炭を意図的に作ったという証拠はなく、むしろ持ち運び可能な燃料炭として使用するためであったと考えられている。アマゾンにおけるテラプレータパッチの頻度と位置を説明できる仮説を支持する証拠は得られていない。何世紀にもわたって、放棄または忘れられた炭焼き場は最終的には自然に森に還り、その間に最初は過酷であったバイオ炭の悪影響（高いpH、極端な灰分含有量、塩分）が和らぎ、森の土壌生態系がバイオ炭に栄養を供給したものと考えられている。注2による超上記の引用 「アマゾンの黒色土壌のように熟成したバイオ炭のみが高い陽イオンの保持力を有する。高温（30–70 °C）ではその陽イオンは数か月のうちに離脱する。冷涼な天候下で土壌に高いCECを保持する方法については現時点では知られていない。」（内部引用を省略）
13. ↑  Solomon, Dawit; Lehmann, Johannes; Thies, Janice; Schäfer, Thorsten; Liang, Biqing; Kinyangi, James; Neves, Eduardo; Petersen, James et al. (May 2007). “Molecular signature and sources of biochemical recalcitrance of organic C in Amazonian Dark Earths”. Geochimica et Cosmochimica Acta 71 (9):  2285–2298. Bibcode: 2007GeCoA..71.2285S. doi:10.1016/j.gca.2007.02.014. ISSN 0016-7037.  オリジナルの22 November 2021時点におけるアーカイブ。 2021年8月9日閲覧. "アマゾン黒色土（テラプレータ）は、おそらく紀元前500年から9000年の間に発展した独自の土壌であり、バイオマスの燃焼や前コロンブス期のアメリンディアンの集落での高強度の栄養物の堆積など人為的な活動によって、ブラジルのアマゾン盆地全体で元の土壌が改良されたアントロソールである。"
14. ↑  Glaser, Lehmann & Zech 2002, pp. 219–220 「これらのいわゆるテラ・プレータ・ド・インディオ（テラプレータ）は、コロンブス以前のインディオの居住地を特徴づけている。テラプレータの土壌に含まれている大量の黒炭は、炭化された有機物の長期間にわたる投入を示しており、おそらく焚き火での木炭製造の結果である。一方で、森林火災や焼畑技術による土壌への木炭の投入はわずかに過ぎない。」（内部引用を省略）
15. ↑  Laird 2008, pp. 100, 178–181.
16. ↑  Lehmann, Johannes. “Terra Preta de Indio”. Soil Biochemistry (Internal Citations Omitted).  オリジナルの24 April 2013時点におけるアーカイブ。 2009年9月15日閲覧。.バイオチャー濃縮土壌は周囲の土壌と比較して炭素をより多く含んでいる（150g炭素/kgに対して周囲土壌では20-30g炭素/kg）。
17. ↑  Lehmann 2007b 「この固定化は、酸素のない環境で植物バイオマスを加熱することで（低温熱分解）さらに進めることができる。」
18. ↑  Lehmann 2007a, pp. 381, 385 「熱分解は、生産されるエネルギーに資やされるエネルギーの3-9倍を生み出し、同時にその約半分の炭素が土壌に固定される。これにより土壌に蓄積される総炭素量は、隣接する土壌よりも1桁多くなることもある。」
19. ↑  Winsley, Peter (2007). “Biochar and Bioenergy Production for Climate Change Mitigation”. New Zealand Science Review 64 (5):  5.  オリジナルの4 October 2013時点におけるアーカイブ。 2008年7月10日閲覧。.
20. ↑  Kern, DC; de LP Ruivo, M; Frazão, FJL (2009), “Terra Preta Nova: The Dream of Wim Sombroek”, Amazonian Dark Earths: Wim Sombroek's Vision (Dordrecht: Springer Netherlands):  pp. 339–349, doi:10.1007/978-1-4020-9031-8_18, ISBN 978-1-4020-9030-1,  オリジナルの22 November 2021時点におけるアーカイブ。 2021年8月9日閲覧。
21. ↑  Ogawa, Makoto; Okimori, Yasuyuki; Takahashi, Fumio (2006-03-01). “Carbon Sequestration by Carbonization of Biomass and Forestation: Three Case Studies” (英語). Mitigation and Adaptation Strategies for Global Change 11 (2):  429–444. doi:10.1007/s11027-005-9007-4. ISSN 1573-1596.
22. ↑  Lehmann, Johannes; Gaunt, John; Rondon, Marco (2006-03-01). “Bio-char Sequestration in Terrestrial Ecosystems – A Review” (英語). Mitigation and Adaptation Strategies for Global Change 11 (2):  403–427. doi:10.1007/s11027-005-9006-5. ISSN 1573-1596.
23. ↑  Möllersten, K.; Chladna, Z.; Chladny, M.; Obersteiner, M. (2006), Warnmer, S. F., ed., “Negative emission biomass technologies in an uncertain climate future”, Progress in biomass and bioenergy research (NY: Nova Science Publishers), ISBN 978-1-60021-328-1 2023年11月23日閲覧。
24. ↑  Hamilton, Tyler (2009年6月22日). “Sole option is to adapt, climate author says”. The Star (Toronto).  オリジナルの2012年10月20日時点におけるアーカイブ。 2017年8月24日閲覧。
25. ↑  Vince 2009
26. ↑  Lehmann 2007a, pp. note 3 at 384 "温室実験では、20 g kg-1（2%）のバイオ炭を飼料の草地に添加することで、亜酸化窒素の排出が80%減少し、メタンの排出は完全に抑制された。"
27. ↑  “Biochar decreased N2O emissions from soils. [Social Impact. FERTIPLUS. 処理された有機廃棄物を堆肥とバイオチャー製品としてリサイクルすることによる鉱物肥料と農薬の削減 (2011-2015). Framework Programme 7 (FP7).]”. SIOR, Social Impact Open Repository. 2017年9月5日時点のオリジナルよりアーカイブ。2024年1月5日閲覧。
28. ↑  “Biochar Market Report by Feedstock Type (Woody Biomass, Agricultural Waste, Animal Manure, and Others), Technology Type (Slow Pyrolysis, Fast Pyrolysis, Gasification, Hydrothermal Carbonization, and Others), Product Form (Coarse and Fine Chips, Fine Powder, Pellets, Granules and Prills, Liquid Suspension), Application (Farming, Gardening, Livestock Feed, Soil, Water and Air Treatment, and Others), and Region 2023-2028”. imarc Impactful Insights.   IMARC Services Private Limited. 2023年9月29日閲覧。
29. ↑  Allohverdi, Tara; Kumar Mohanty, Amar; Roy, Poritosh; Misra, Manjusri (14 September 2021). “A Review on Current Status of Biochar Uses in Agriculture”. Molecules 26 (18):  5584. doi:10.3390/molecules26185584. PMC 8470807. PMID 34577054.
30. ↑  Sundberg, Cecilia; Karltun, Erik; Gitau, James K.; Kätterer, Thomas; Kimutai, Geoffrey M.; Mahmoud, Yahia; Njenga, Mary; Nyberg, Gert et al. (2020-08-01). “Biochar from cookstoves reduces greenhouse gas emissions from smallholder farms in Africa” (英語). Mitigation and Adaptation Strategies for Global Change 25 (6):  953–967. doi:10.1007/s11027-020-09920-7. ISSN 1573-1596.
31. ↑  Lehmann, Johannes; Cowie, Annette; Masiello, Caroline A.; Kammann, Claudia; Woolf, Dominic; Amonette, James E.; Cayuela, Maria L.; Camps-Arbestain, Marta et al. (December 2021). “Biochar in climate change mitigation” (英語). Nature Geoscience 14 (12):  883–892. Bibcode: 2021NatGe..14..883L. doi:10.1038/s41561-021-00852-8. ISSN 1752-0908.
32. ↑  Fawzy, Samer; Osman, Ahmed I.; Yang, Haiping; Doran, John; Rooney, David W. (2021-08-01). “Industrial biochar systems for atmospheric carbon removal: a review” (英語). Environmental Chemistry Letters 19 (4):  3023–3055. doi:10.1007/s10311-021-01210-1. ISSN 1610-3661.
33. ↑  “Greenhouse Gas Removals: Summary of Responses to the Call for Evidence”. 2021年10月20日時点のオリジナルよりアーカイブ。2024年1月5日閲覧。
34. ↑  Journal, Amrith Ramkumar | Photographs by Alexandra Hootnick for The Wall Street (2023年2月25日). “Ancient Farming Practice Draws Cash From Carbon Credits”. Wall Street Journal{{cite news}}:  CS1メンテナンス: 数字を含む名前/author (カテゴリ) CS1メンテナンス: 複数の名前/author (カテゴリ)
35. ↑  Vijay, Vandit; Shreedhar, Sowmya; Adlak, Komalkant; Payyanad, Sachin; Sreedharan, Vandana; Gopi, Girigan; Sophia van der Voort, Tessa; Malarvizhi, P et al. (2021). “Review of Large-Scale Biochar Field-Trials for Soil Amendment and the Observed Influences on Crop Yield Variations”. Frontiers in Energy Research 9:  499. doi:10.3389/fenrg.2021.710766. ISSN 2296-598X.
36. ↑  “Interview with Dr Elaine Ingham - NEEDFIRE” (2015年2月17日). 2015年2月17日時点のオリジナルよりアーカイブ。2021年8月16日閲覧。
37. ↑  Bolster, C.H.; Abit, S.M. (2012). “Biochar pyrolyzed at two temperatures affects Escherichia coli transport through a sandy soil”. Journal of Environmental Quality 41 (1):  124–133. doi:10.2134/jeq2011.0207. PMID 22218181.
38. ↑  Abit, S.M.; Bolster, C.H.; Cai, P.; Walker, S.L. (2012). “Influence of feedstock and pyrolysis temperature of biochar amendments on transport of Escherichia coli in saturated and unsaturated soil”. Environmental Science & Technology 46 (15):  8097–8105. Bibcode: 2012EnST...46.8097A. doi:10.1021/es300797z. PMID 22738035.
39. ↑  Abit, S.M.; Bolster, C.H.; Cantrell, K.B.; Flores, J.Q.; Walker, S.L. (2014). “Transport of Escherichia coli, Salmonella typhimurium, and microspheres in biochar-amended soils with different textures”. Journal of Environmental Quality 43 (1):  371–378. doi:10.2134/jeq2013.06.0236. PMID 25602571.
40. ↑  Lehmann, Johannes; Pereira da Silva, Jose; Steiner, Christoph; Nehls, Thomas; Zech, Wolfgang; Glaser, Bruno (2003-02-01). “Nutrient availability and leaching in an archaeological Anthrosol and a Ferralsol of the Central Amazon basin: fertilizer, manure and charcoal amendments” (英語). Plant and Soil 249 (2):  343–357. doi:10.1023/A:1022833116184. ISSN 1573-5036.  オリジナルの22 November 2021時点におけるアーカイブ。 2021年8月16日閲覧。.
41. ↑  Tenic, E.; Ghogare, R.; Dhingra, A. (2020). “Biochar—A Panacea for Agriculture or Just Carbon?”. Horticulturae 6 (3):  37. doi:10.3390/horticulturae6030037.
42. ↑  Joseph, Stephen; Cowie, Annette L.; Zwieten, Lukas Van; Bolan, Nanthi; Budai, Alice; Buss, Wolfram; Cayuela, Maria Luz; Graber, Ellen R. et al. (2021). “How biochar works, and when it doesn't: A review of mechanisms controlling soil and plant responses to biochar” (英語). GCB Bioenergy 13 (11):  1731–1764. doi:10.1111/gcbb.12885. hdl:1885/294216. ISSN 1757-1707.
43. ↑  “06/00595 Economical CO2, SOx, and NOx capture from fossil-fuel utilization with combined renewable hydrogen production and large-scale carbon sequestration”. Fuel and Energy Abstracts 47 (2):  92. (March 2006). doi:10.1016/s0140-6701(06)80597-7. ISSN 0140-6701.  オリジナルの22 November 2021時点におけるアーカイブ。 2021年8月9日閲覧。.
44. 1 2  “Biochar fact sheet”.   csiro.au. 2013年10月1日時点のオリジナルよりアーカイブ。2024年1月15日閲覧。
45. 1 2  “Improvement of soil quality. [Social Impact. FERTIPLUS. Reducing mineral fertilisers and agro-chemicals by recycling treated organic waste as compost and biochar products (2011-2015). Framework Programme 7 (FP7).]”. SIOR. Social Impact Open Repository. 2017年9月5日時点のオリジナルよりアーカイブ。2024年1月5日閲覧。
46. ↑  Joseph, S; Graber, ER; Chia, C; Munroe, P; Donne, S; Thomas, T; Nielsen, S; Marjo, C et al. (June 2013). “Shifting paradigms: development of high-efficiency biochar fertilizers based on nano-structures and soluble components”. Carbon Management 4 (3):  323–343. doi:10.4155/cmt.13.23. ISSN 1758-3004.
47. ↑  Novak, Jeff. “Development of Designer Biochar to Remediate Specific Chemical and Physical Aspects of Degraded Soils. Proc. of North American Biochar Conference 2009”. www.ars.usda.gov. 2021年8月16日時点のオリジナルよりアーカイブ。2021年8月16日閲覧。
48. ↑  Major, Julie; Rondon, Marco; Molina, Diego; Riha, Susan J.; Lehmann, Johannes (July 2012). “Nutrient Leaching in a Colombian Savanna Oxisol Amended with Biochar”. Journal of Environmental Quality 41 (4):  1076–1086. doi:10.2134/jeq2011.0128. ISSN 0047-2425. PMID 22751049.
49. ↑  Ricigliano, Kristin (2011). “Terra Pretas: Charcoal Amendments Influence on Relict Soils and Modern Agriculture”. Journal of Natural Resources and Life Sciences Education 40 (1):  69–72. doi:10.4195/jnrlse.2011.0001se. ISSN 1059-9053.  オリジナルの22 November 2021時点におけるアーカイブ。 2021年8月16日閲覧。.
50. ↑  Elmer, Wade, Jason C. White, and Joseph J. Pignatello. Impact of Biochar Addition to Soil on the Bioavailability of Chemicals Important in Agriculture. Rep. New Haven: University of Connecticut, 2009. Print.
51. ↑  Graber, E. R.; Tsechansky, L.; Gerstl, Z.; Lew, B. (2011-10-15). “High surface area biochar negatively impacts herbicide efficacy”. Plant and Soil 353 (1–2):  95–106. doi:10.1007/s11104-011-1012-7. ISSN 0032-079X.  オリジナルの22 November 2021時点におけるアーカイブ。 2021年8月16日閲覧。.
52. ↑  Graber, E. R.; Tsechansky, L.; Khanukov, J.; Oka, Y. (July 2011). “Sorption, Volatilization, and Efficacy of the Fumigant 1,3-Dichloropropene in a Biochar-Amended Soil”. Soil Science Society of America Journal 75 (4):  1365–1373. Bibcode: 2011SSASJ..75.1365G. doi:10.2136/sssaj2010.0435. ISSN 0361-5995.
53. ↑  Elad, Y.; Rav David, D.; Meller Harel, Y.; Borenshtein, M.; Kalifa Hananel, B.; Silber, A.; Graber, E.R. (2010). “Induction of systemic resistance in plants by biochar, a soil-applied carbon sequestering agent”. Phytopathology 100 (9):  913–921. doi:10.1094/phyto-100-9-0913. PMID 20701489.
54. ↑  Meller Harel, Yael; Elad, Yigal; Rav-David, Dalia; Borenstein, Menachem; Shulchani, Ran; Lew, Beni; Graber, Ellen R. (2012-02-25). “Biochar mediates systemic response of strawberry to foliar fungal pathogens”. Plant and Soil 357 (1–2):  245–257. doi:10.1007/s11104-012-1129-3. ISSN 0032-079X.  オリジナルの22 November 2021時点におけるアーカイブ。 2021年8月16日閲覧。.
55. 1 2  Jaiswal, A.K.; Elad, Y.; Graber, E.R.; Frenkel, O. (2014). “Rhizoctonia solani suppression and plant growth promotion in cucumber as affected by biochar pyrolysis temperature, feedstock and concentration”. Soil Biology and Biochemistry 69:  110–118. doi:10.1016/j.soilbio.2013.10.051.
56. ↑  WardleはLehmannの研究を引用して、熱帯地域（栄養が不足している土壌）では植物の成長が改善されても、この実験が行われた北方（もともとの天然の土壌有機物含有量が高い）の森林ではむしろ土壌有機物が喪失したと述べている。「いくつかの研究が黒色炭素が生態系の炭素固定を向上させるとしているが、我々の結果は、その効果は少なくとも北方の森林では天然の土壌炭素の喪失により部分的に相殺される可能性があることを示している。」
57. ↑  Silber, A.; Levkovitch, I.; Graber, E. R. (2010). “pH-dependent mineral release and surface properties of corn straw biochar: Agronomic implications”. Environmental Science & Technology 44 (24):  9318-9323. Bibcode: 2010EnST...44.9318S. doi:10.1021/es101283d. PMID 21090742.
58. ↑  Glaser, Lehmann & Zech 2002, pp. 224 note 7 炭の特性には主に次の3つの要因が影響する：(1)材料有機物の種類、(2)炭化環境（例：温度、酸素の有無）、および(3)炭化プロセス中の添加物。
59. ↑  Glaser, Lehmann & Zech 2002, pp. note 7 at 225 "公表されたデータの平均は、元のバイオマス炭素の約3 %の炭化である。"
60. ↑  Lehmann, Johannes; Gaunt, John; Rondon, Marco (March 2006). “Bio-char Sequestration in Terrestrial Ecosystems ? A Review”. Mitigation and Adaptation Strategies for Global Change 11 (2):  403-427. doi:10.1007/s11027-005-9006-5. ISSN 1381-2386. "supra note 11 at 407 「地上の木質バイオマスを簡単な窯でバイオチャーに変換し土壌に適用されれば、炭素の50%以上が非常に安定した形で封じ込められるであろう。」"
61. ↑  Gaunt & Lehmann 2008, pp. 4152 note 3 「これにより、低投入農業では作物収量が増加し、高投入農業では施肥効率が向上し、流出、浸食、および気体損失などの場外効果が減少する。」
62. ↑  Schmidt, H. P.; Hagemann, N.; Draper, K.; Kammann, C. (2019). “The use of biochar in animal feeding”. PeerJ 7:  e7373. doi:10.7717/peerj.7373. PMC 6679646. PMID 31396445. "19世紀から20世紀初頭のアメリカでは、木炭は乳脂肪含有量を増加させるための優れた飼料添加剤と見なされていた。"
63. ↑  Schmidt, Hans-Peter; Hagemann, Nikolas; Draper, Kathleen; Kammann, Claudia (2019-07-31). “The use of biochar in animal feeding”. PeerJ 7:  e7373. doi:10.7717/peerj.7373. ISSN 2167-8359. PMC 6679646. PMID 31396445.
64. ↑  Cusack, Mikki (2020年2月7日). “Can charcoal make beef better for the environment?” (英語). www.bbc.com. 2020年2月7日時点のオリジナルよりアーカイブ。2021年11月22日閲覧。
65. 1 2  Daly, Jon「Poo-eating beetles and charcoal used by WA farmer to combat climate change」『ABC News』Australian Broadcasting Corporation、2019年10月18日。オリジナルの2019年10月18日時点におけるアーカイブ。2019年10月18日閲覧。「パウ氏は彼の革新的な農業システムが、畜産業者がより収益性を向上させつつ、気候変動の影響に対処するのに役立つ可能性があると述べた。」
66. ↑  “2019 State & Territory Landcare Awards Celebrate Outstanding Landcare Champions”. Landcare Australia (2019年). 2019年10月18日時点のオリジナルよりアーカイブ。2019年10月18日閲覧。
67. ↑  “Manjimup farmer employing dung beetle to tackle climate-change set to represent WA on national stage”. Landcare Australia (2019年10月). 2019年10月18日時点のオリジナルよりアーカイブ。2019年10月18日閲覧。
68. ↑  Gupta, Souradeep; Kua, Harn Wei; Koh, Hui Jun (2018-04-01). “Application of biochar from food and wood waste as green admixture for cement mortar” (英語). Science of the Total Environment 619-620:  419–435. Bibcode: 2018ScTEn.619..419G. doi:10.1016/j.scitotenv.2017.11.044. ISSN 0048-9697. PMID 29156263.
69. ↑  Suarez-Riera, D.; Restuccia, L.; Ferro, G. A. (2020-01-01). “The use of Biochar to reduce the carbon footprint of cement-based materials” (英語). Procedia Structural Integrity. 1st Mediterranean Conference on Fracture and Structural Integrity, MedFract1 26:  199–210. doi:10.1016/j.prostr.2020.06.023. ISSN 2452-3216.
70. ↑  Gupta, Souradeep; Kua, Harn Wei; Pang, Sze Dai (2020-02-20). “Effect of biochar on mechanical and permeability properties of concrete exposed to elevated temperature” (英語). Construction and Building Materials 234:  117338. doi:10.1016/j.conbuildmat.2019.117338. ISSN 0950-0618.
71. ↑  Campos, J.; Fajilan, S.; Lualhati, J.; Mandap, N.; Clemente, S. (2020-06-01). “Life Cycle Assessment of Biochar as a Partial Replacement to Portland Cement”. IOP Conference Series: Earth and Environmental Science 479 (1):  012025. Bibcode: 2020E&ES..479a2025C. doi:10.1088/1755-1315/479/1/012025. ISSN 1755-1307.
72. ↑  Cueva Zepeda, Lolita; Griffin, Gregory; Shah, Kalpit; Al-Waili, Ibrahim; Parthasarathy, Rajarathinam (2023-05-01). “Energy potential, flow characteristics and stability of water and alcohol-based rice-straw biochar slurry fuel”. Renewable Energy 207:  60–72. doi:10.1016/j.renene.2023.02.104. ISSN 0960-1481.
73. ↑  Liu, Pengfei; Zhu, Mingming; Zhang, Zhezi; Leong, Yee-Kwong; Zhang, Yang; Zhang, Dongke (2017-02-01). “Rheological behaviour and stability characteristics of biochar-water slurry fuels: Effect of biochar particle size and size distribution”. Fuel Processing Technology 156:  27–32. doi:10.1016/j.fuproc.2016.09.030. ISSN 0378-3820.
74. ↑  Weldekidan, Haftom; Mohanty, Amar K.; Misra, Manjusri (2022-11-16). “Upcycling of Plastic Wastes and Biomass for Sustainable Graphitic Carbon Production: A Critical Review” (英語). ACS Environmental Au 2 (6):  510–522. doi:10.1021/acsenvironau.2c00029. ISSN 2694-2518. PMC PMC9673229. PMID 36411867.
75. ↑  Gale, Mark; Nguyen, Peter M.; Gilliard-AbdulAziz, Kandis Leslie (2023-01-10). “Synergistic and Antagonistic Effects of the Co-Pyrolysis of Plastics and Corn Stover to Produce Char and Activated Carbon” (英語). ACS Omega 8 (1):  380–390. doi:10.1021/acsomega.2c04815. ISSN 2470-1343. PMC PMC9835080. PMID 36643465.
76. ↑  Luo, Jiewen; Wang, Qian; Lin, Litao; Zhang, Shicheng; Zhu, Xiangdong (2021-03-29). “Waste Plastics Complement Biochar: Innovative Approach in Curbing Toxicants (KCN/NaCN) in N-Containing Biochar” (英語). ACS Sustainable Chemistry & Engineering 9 (12):  4617–4624. doi:10.1021/acssuschemeng.1c00226. ISSN 2168-0485.
77. ↑  Menezes, Bruna Rafaela da Silva; Daher, Rogério Figueiredo; Gravina, Geraldo de Amaral; Pereira, Antônio Vander; Pereira, Messias Gonzaga; Tardin, Flávio Dessaune (2016-09-20). “Combining ability in elephant grass (Pennisetum purpureum Schum.) for energy biomass production”. Australian Journal of Crop Science 10 (9):  1297–1305. doi:10.21475/ajcs.2016.10.09.p7747.  オリジナルの2 June 2018時点におけるアーカイブ。 2019年5月3日閲覧。.
78. ↑  “Production Quantity Of Sugar Cane In Brazil In 2006”.   FAOSTAT (2006年). 2015年9月6日時点のオリジナルよりアーカイブ。2008年7月1日閲覧。
79. ↑  “06/00891 Assessment of sustainable energy potential of non-plantation biomass resources in Sri Lanka”. Fuel and Energy Abstracts 47 (2):  131. (March 2006). doi:10.1016/s0140-6701(06)80893-3. ISSN 0140-6701.  オリジナルの22 November 2021時点におけるアーカイブ。 2021年8月9日閲覧。.「多くの植物に対するRPR（残渣対生成物比率）を示し、エネルギーおよび炭の製造のために利用可能な農業廃棄物に対するアセスメントを説明している。」
80. ↑  Laird 2008, pp. 179 「バイオエネルギー用にバイオマスを収穫する際の多くの科学的な議論は、どれだけの範囲で収穫でき、それでどれだけ多くの環境的損傷を引き起すかに焦点を当てている。」
81. ↑  Bora, Raaj R.; Tao, Yanqiu; Lehmann, Johannes; Tester, Jefferson W.; Richardson, Ruth E.; You, Fengqi (2020-04-13). “Techno-Economic Feasibility and Spatial Analysis of Thermochemical Conversion Pathways for Regional Poultry Waste Valorization”. ACS Sustainable Chemistry & Engineering 8 (14):  5763–5775. doi:10.1021/acssuschemeng.0c01229.
82. ↑  Bora, Raaj R.; Lei, Musuizi; Tester, Jefferson W.; Lehmann, Johannes; You, Fengqi (2020-06-08). “Life Cycle Assessment and Technoeconomic Analysis of Thermochemical Conversion Technologies Applied to Poultry Litter with Energy and Nutrient Recovery”. ACS Sustainable Chemistry & Engineering 8 (22):  8436–8447. doi:10.1021/acssuschemeng.0c02860.
83. ↑  “XPrize-winning team sources fresh water from the air”. KCRW Design and Architecture Podcast.   KCRW (2018年10月24日). 2018年10月26日閲覧。
84. ↑  “We Won - All Power Labs”. All Power Labs (2018年12月8日). 2022年10月30日閲覧。
85. ↑  Scholz, Sebastian B.; Sembres, Thomas; Roberts, Kelli; Whitman, Thea; Wilson, Kelpie; Lehmann, Johannes (2014-06-23) (英語). Biochar Systems for Smallholders in Developing Countries: Leveraging Current Knowledge and Exploring Future Potential for Climate-Smart Agriculture. The World Bank. doi:10.1596/978-0-8213-9525-7. hdl:10986/18781. ISBN 978-0-8213-9525-7
86. ↑   (英語) Top Down Burn of Maize Stalks - Less Smoke - Make Biochar 2022年12月17日閲覧。
87. ↑   (英語) STOP BURNING BRUSH!, Make Easy Biochar, Every Pile is an Opportunity! 2022年12月17日閲覧。
88. ↑  “Top-Down Burn with Maize Stalks - Trials in Malawi.docx” (英語). Google Docs. 2022年12月17日閲覧。
89. ↑  Amonette, James E; Blanco-Canqui, Humberto; Hassebrook, Chuck; Laird, David A; Lal, Rattan; Lehmann, Johannes; Page-Dumroese, Deborah (January 2021). “Integrated biochar research: A roadmap”. Journal of Soil and Water Conservation 76 (1):  24A–29A. doi:10.2489/jswc.2021.1115A. "大規模な木質ガス発生装置は現在では比較的一般的であり、アメリカで販売されているバイオ炭の大部分はこれで供給されている。これら大規模施設のうち1か所で同一の原料から同一製品の木質バイオ炭を大量生産し、それを標準のバイオ炭として使用することで、使用した地域（土壌、気温、湿度）による影響を比較することができる。"
90. ↑  Akhtar, Ali; Krepl, Vladimir; Ivanova, Tatiana (July 5, 2018). “A Combined Overview of Combustion, Pyrolysis, and Gasification of Biomass”. Energy Fuels 32 (7):  7294–7318. doi:10.1021/acs.energyfuels.8b01678.
91. ↑  Rollinson, Andrew N (1 August 2016). “Gasification reactor engineering approach to understanding the formation of biochar properties”. Proceedings of the Royal Society 472 (2192). Bibcode: 2016RSPSA.47250841R. doi:10.1098/rspa.2015.0841. PMC 5014096. PMID 27616911. "Figure 1. 
図：バイオマスガス化プロセスで使用されるダウンドラフトガス化炉反応装置の概要。エネルギー伝達メカニズムと熱的な層の表示。多くの著者は、熱分解中の最高処理温度（HTT）を、バイオ炭生成物の特性を定義する重要なパラメータとしている。"
92. ↑  Tripathi, Manoj; Sabu, J.N.; Ganesan, P. (21 November 2015). “Effect of process parameters on production of biochar from biomass waste through pyrolysis: A review”. Renewable and Sustainable Energy Reviews 55:  467–481. doi:10.1016/j.rser.2015.10.122. ISSN 1364-0321.
93. ↑  Gaunt & Lehmann 2008, pp. 4152, 4155 合成ガスのエネルギーが電力に変換されその効率が35 %であると仮定すると、ライフサイクルエネルギーバランスの回収量は、熱分解プロセスがエネルギーに最適化された場合には92から274 kg 二酸化炭素 MWn−1の発電量に及び、バイオ炭が土地に適用される場合には120から360 kg 二酸化炭素 MWn−1になる。一方、化石燃料ベースの技術の場合は600-900 kg 二酸化炭素 MWh−1にもなる。
94. 1 2  Winsley, Peter (2007). “Biochar and bioenergy production for climate change mitigation”. New Zealand Science Review 64. （Fast、Intermediate、Slow、およびGasificationの出力の違いについては、表1を参照。）
95. ↑  Aysu, Tevfik; Küçük, M. Maşuk (16 December 2013). “Biomass pyrolysis in a fixed-bed reactor: Effects of pyrolysis parameters on product yields and characterization of products”. Energy 64 (1):  1002–1025. doi:10.1016/j.energy.2013.11.053. ISSN 0360-5442.
96. ↑  Laird 2008, pp. 100, 178–181 「高速熱分解炉を運転するために必要なエネルギーは、乾燥したバイオマスから得られる総エネルギーの約15 %である。現代の熱分解炉は、熱分解に費やされるエネルギーをすべて賄えるように、熱分解中生成する合成ガスをそのエネルギー源として使用するように設計されている。」
97. ↑  Kambo, Harpreet Singh; Dutta, Animesh (14 February 2015). “A comparative review of biochar and hydrochar in terms of production, physicochemical properties and applications”. Renewable and Sustainable Energy Reviews 45:  359–378. doi:10.1016/j.rser.2015.01.050. ISSN 1364-0321.
98. ↑  Lee, Jechan; Sarmah, Ajit K.; Kwon, Eilhann E. (2019). Biochar from biomass and waste - Fundamentals and applications. Elsevier. pp. 1–462. doi:10.1016/C2016-0-01974-5. hdl:10344/443. ISBN 978-0-12-811729-3.  オリジナルの23 March 2019時点におけるアーカイブ。 2019年3月23日閲覧。
99. ↑  Padhye, Lokesh P.; Bandala, Erick R.; Wijesiri, Buddhi; Goonetilleke, Ashantha; Bolan, Nanthi (2022). “Hydrochar: A Promising Step Towards Achieving a Circular Economy and Sustainable Development Goals”. Frontiers in Chemical Engineering 4. doi:10.3389/fceng.2022.867228/full. ISSN 2673-2718.
100. ↑  Karagöz, Selhan; Bhaskar, Thallada; Muto, Akinori; Sakata, Yusaku; Oshiki, Toshiyuki; Kishimoto, Tamiya (1 April 2005). “Low-temperature catalytic hydrothermal treatment of wood biomass: analysis of liquid products”. Chemical Engineering Journal 108 (1–2):  127–137. doi:10.1016/j.cej.2005.01.007. ISSN 1385-8947.
101. ↑  Jha, Alok (2009年3月13日). “'Biochar' goes industrial with giant microwaves to lock carbon in charcoal”. The Guardian.  オリジナルの2013年12月19日時点におけるアーカイブ。 2011年9月23日閲覧。
102. ↑  Crombie, Kyle; Mašek, Ondřej; Sohi, Saran P.; Brownsort, Peter; Cross, Andrew (21 December 2012). “The effect of pyrolysis conditions on biochar stability as determined by three methods”. Global Change Biology Bioenergy 5 (2):  122–131. doi:10.1111/gcbb.12030. ISSN 1757-1707.  オリジナルの6 July 2021時点におけるアーカイブ。 2020年9月1日閲覧。.
103. ↑  Krevelen D., van (1950). “Graphical-statistical method for the study of structure and reaction processes of coal”. Fuel 29:  269–284.  オリジナルの25 February 2019時点におけるアーカイブ。 2019年2月24日閲覧。.
104. ↑  Weber, Kathrin; Quicker, Peter (1 April 2018). “Properties of biochar”. Fuel 217:  240–261. doi:10.1016/j.fuel.2017.12.054. ISSN 0016-2361.
105. ↑  Mochidzuki, Kazuhiro; Soutric, Florence; Tadokoro, Katsuaki; Antal, Michael Jerry; Tóth, Mária; Zelei, Borbála; Várhegyi, Gábor (2003). “Electrical and Physical Properties of Carbonized Charcoals”. Industrial & Engineering Chemistry Research 42 (21):  5140–5151. doi:10.1021/ie030358e. "(observed five) orders of magnitude decrease in the electrical resistivity of charcoal with increasing HTT from 650 to 1050°C"
106. ↑  Kwon, Jin Heon; Park, Sang Bum; Ayrilmis, Nadir; Oh, Seung Won; Kim, Nam Hun (2013). “Effect of carbonization temperature on electrical resistivity and physical properties of wood and wood-based composites”. Composites Part B: Engineering 46:  102–107. doi:10.1016/j.compositesb.2012.10.012. "When carbonized under 500 °C, wood charcoal can be used as electric insulation"
107. ↑  Gabhi, Randeep Singh (2022). Electrical Conductivity of Wood-derived Nanoporous Monolithic Biochar (Thesis). University of Toronto (Canada). 2024年4月17日閲覧. すべてのバイオチャーの導電性は、加熱温度の上昇に伴って炭化度とグラファイズ化度が増加することで上昇する。
108. ↑  Budai, Alice; Rasse, Daniel P.; Lagomarsino, Alessandra; Lerch, Thomas Z.; Paruch, Lisa (2016). “Biochar persistence, priming and microbial responses to pyrolysis temperature series”. Biology and Fertility of Soils 52 (6):  749–761. doi:10.1007/s00374-016-1116-6. hdl:11250/2499741. "...高温で生成されたバイオ炭はより多くの芳香族構造を含んでおり、これが本質的な高安定性をもたらしている..."
109. ↑  Crowe, Robert (2011年10月31日). “Could Biomass Technology Help Commercialize Biochar?” (英語). Renewable Energy World. 2021年4月24日時点のオリジナルよりアーカイブ。2021年8月16日閲覧。
110. ↑  O'Sullivan, Feargus (2016年12月20日). “Stockholm's Ingenious Plan to Recycle Yard Waste”.  オリジナルの2018年3月16日時点におけるアーカイブ。 2018年3月15日閲覧。
111. ↑  Austin, Anna (2009年10月). “A New Climate Change Mitigation Tool”. Biomass Magazine (BBI International).  オリジナルの2010年1月3日時点におけるアーカイブ。 2009年10月30日閲覧。
112. ↑  Verheijen, F.G.A.; Graber, E.R.; Ameloot, N.; Bastos, A.C.; Sohi, S.; Knicker, H. (2014). “Biochars in soils: new insights and emerging research needs”. European Journal of Soil Science 65:  22–27. doi:10.1111/ejss.12127. hdl:10261/93245.
113. ↑  “Web of Science”. www.webofscience.com. 2024年1月16日閲覧。
114. ↑  “UK Biochar Research Centre” (英語). The University of Edinburgh. 2018年7月11日時点のオリジナルよりアーカイブ。2021年8月16日閲覧。
115. ↑  “Can Biochar save the planet?”. CNN.  オリジナルの2009年4月2日時点におけるアーカイブ。 2009年3月10日閲覧。
116. ↑  “Biochar nearly doubles peanut yield in student's research - News and Events”. ftfpeanutlab.caes.uga.edu.   Innovation Lab for Peanut. 2021年8月16日時点のオリジナルよりアーカイブ。2021年8月16日閲覧。
117. ↑  “iBRN Israel Biochar Research Network”. sites.google.com. 2014年3月9日時点のオリジナルよりアーカイブ。2021年8月16日閲覧。
118. ↑  “SLU Biochar network” (英語). SLU.SE. 2023年11月9日閲覧。
119. ↑  “Biochar-ging Ahead to Engage Citizens in Combating Climate Change”. Bloomberg Philanthropies.   Bloomberg IP Holdings LLC. 2023年9月29日閲覧。
120. ↑  “How You Can Support Biochar Research”. National Center for Appropriate Technology. 2023年9月29日閲覧。
121. ↑  Riedl, Danielle; Byrum, Zachary; Li, Serena; Pilorgé, Hélène; Psarras, Peter; Lebling, Katie (2023-06-22) (英語). 5 Things to Know About Carbon Mineralization As a Carbon Removal Strategy.
122. ↑  Kerré, Bart; Hernandez-Soriano, Maria C.; Smolders, Erik (2016-03-15). “Partitioning of carbon sources among functional pools to investigate short-term priming effects of biochar in soil: A 13C study” (英語). Science of the Total Environment 547:  30–38. Bibcode: 2016ScTEn.547...30K. doi:10.1016/j.scitotenv.2015.12.107. ISSN 0048-9697. PMID 26780129.  オリジナルの9 August 2021時点におけるアーカイブ。 2021年8月9日閲覧。.
123. ↑  Hernandez-Soriano, Maria C.; Kerré, Bart; Goos, Peter; Hardy, Brieuc; Dufey, Joseph; Smolders, Erik (2016). “Long-term effect of biochar on the stabilization of recent carbon: soils with historical inputs of charcoal” (英語). GCB Bioenergy 8 (2):  371–381. doi:10.1111/gcbb.12250. ISSN 1757-1707.  オリジナルの9 August 2021時点におけるアーカイブ。 2021年8月9日閲覧。.
124. ↑  Hernandez-Soriano, Maria C.; Kerré, Bart; Kopittke, Peter M.; Horemans, Benjamin; Smolders, Erik (2016-04-26). “Biochar affects carbon composition and stability in soil: a combined spectroscopy-microscopy study” (英語). Scientific Reports 6 (1):  25127. Bibcode: 2016NatSR...625127H. doi:10.1038/srep25127. ISSN 2045-2322. PMC 4844975. PMID 27113269.
125. ↑  De-bushing Advisory Service Namibia (2020年9月23日). “Kick-start for Biochar Value Chain: Practical Guidelines for Producers Now Published”. De-bushing Advisory Service. 2020年10月25日時点のオリジナルよりアーカイブ。2020年9月24日閲覧。
126. ↑  Mukarunyana, Brigitte; Boman, Christoffer; Kabera, Telesphore; Lindgren, Robert; Fick, Jerker (2023-11-01). “The ability of biochars from cookstoves to remove pharmaceuticals and personal care products from hospital wastewater”. Environmental Technology & Innovation 32:  103391. doi:10.1016/j.eti.2023.103391. ISSN 2352-1864.
127. ↑  Dalahmeh, Sahar; Ahrens, Lutz; Gros, Meritxell; Wiberg, Karin; Pell, Mikael (2018-01-15). “Potential of biochar filters for onsite sewage treatment: Adsorption and biological degradation of pharmaceuticals in laboratory filters with active, inactive and no biofilm” (英語). Science of the Total Environment 612:  192–201. Bibcode: 2018ScTEn.612..192D. doi:10.1016/j.scitotenv.2017.08.178. ISSN 0048-9697. PMID 28850838.  オリジナルの22 November 2021時点におけるアーカイブ。 2021年9月28日閲覧。.
128. ↑  Perez-Mercado, Luis; Lalander, Cecilia; Berger, Christina; Dalahmeh, Sahar (2018-12-12). “Potential of Biochar Filters for Onsite Wastewater Treatment: Effects of Biochar Type, Physical Properties and Operating Conditions” (英語). Water 10 (12):  1835. doi:10.3390/w10121835. ISSN 2073-4441.
129. ↑  Sörengård, Mattias; Östblom, Erik; Köhler, Stephan; Ahrens, Lutz (2020-06-01). “Adsorption behavior of per- and polyfluoralkyl substances (PFASs) to 44 inorganic and organic sorbents and use of dyes as proxies for PFAS sorption”. Journal of Environmental Chemical Engineering 8 (3):  103744. doi:10.1016/j.jece.2020.103744. ISSN 2213-3437.